# Emmanuel Okwi
Emmanuel Okwi est un footballeur ougandais né le 25 décembre 1992. Il évolue au poste d'attaquant avec SønderjyskE.

## Carrière
- 2008-2009 : Kampala City ( Ouganda)
- 2009-2013 : Simba SC ( Tanzanie)
- 2013- : Étoile sportive du Sahel ( Tunisie)[1],[2]

## Palmarès
- Champion de Tanzanie en 2010 et 2012 avec le Simba Sports Club